# Banbury
Banbury is de hoofdplaats en een civil parish van het bestuurlijke gebied Cherwell in het Engelse graafschap Oxfordshire. De plaats telt 46.853 inwoners en ligt aan de rivier Cherwell. De grootste wijk is Grimsbury.
De stad is bekend om haar kruidige Banbury-cake, gebakken volgens geheim recept sinds 1586, de oude veemarkt, die de grootste van West-Europa was tot aan de sluiting in 1998, en het Banbury Cross.

## Groei
Bij werkzaamheden in Hennef Way in 2002 werden de resten opgegraven van een nederzetting uit de 2e eeuw v.Chr. met primitieve ronde hutten. De ruïne van een Romeinse villa in het nabijgelegen Wykham Park was voordien het oudste spoor van bewoning.
Banbury kwam tot ontwikkeling in Angelsaksische tijden. Het driehoekige stratenpatroon van de oude binnenstad wijst op een sterke Deense invloed. In de zesde eeuw zou hier, op het kruispunt van twee handelsroutes, een kamp zijn opgezet door de Saksische krijgsheer Banna. In het Domesday Book van 1086 wordt de plaats Banesberie genoemd. Banbury Castle werd gebouwd in 1135 maar verwoest tijdens de Burgeroorlog en volledig afgebroken. De belegeraar Oliver Cromwell zou zijn kamp hebben ingericht in hotel The Reindeer.
De eerste wolhandel is gedocumenteerd in 1268. Van de 15e tot de 18e eeuw ontwikkelde zich ook een industrie van kaas, bier en de genoemde cakes. De aanleg van het Oxford Canal in 1790 betekende het begin van een industriële ommekeer. De eerste trein uit Londen arriveerde in 1850.

## Banbury Cross
Het stenen beeld van Banbury Cross op het centrale marktplein werd opgericht in 1859 nadat het vorige in 1600 door de puriteinen tijdens een beeldenstorm was vernield. Het kinderliedje "Ride a cock horse to Banbury Cross" verwijst naar het eerdere kruis. Het is in druk verschenen in 1784 maar is vermoedelijk veel ouder. De tweede regel van het vers "To see a fine lady upon a white horse" is mogelijk een herinnering aan een bezoek van koningin Elizabeth I aan de stad. Het wijsje verwierf in de 20e eeuw grensoverschrijdende bekendheid als herkenningsmelodietje van de BBC World Service.
In de Middeleeuwen had de stad drie zulke kruizen, The High Cross, The Bread Cross en The White Cross, de eerste vermeldingen dateren uit de 15e eeuw. The High Cross was zes meter hoog, The Bread Cross had een afdak tegen de regen en The White Cross stond aan het einde van een hoofdstraat maar er is niet veel over bekend. Toen de grote symbolen achterhaald werden gevonden, eiste een groep opstandige raadslieden dat twee van de drie zouden verdwijnen. Nadat twee bouwvakkers op de vroege morgen van 29 juli 1600 onder grote publieke belangstelling The High Cross hadden gesloopt, ondergingen de andere twee bouwwerken later dat jaar eenzelfde lot.
Prinses Anne onthulde in 2005 een barok bronzen beeld van een fine lady on a white horse tegenover het neogotische kruisbeeld.

## Eigen tijd
In de eerste jaren van de 21e eeuw is Banburyshire, zoals de omringende regio officieus wordt betiteld, een van de snelst groeiende regio's in het land. Banbury is het economische knooppunt in de noordelijke helft van de Oxfordshire. De grootste werkgever in de stad zelf is Kraft Foods met meer dan duizend werknemers in de voedingsindustrie, en naar eigen zeggen de grootste fabriek voor oploskoffie ter wereld.

## Sport
Banbury is de thuishaven van het autosportteam Haas F1 Team, wat sinds 2016 uitkomt in de Formule 1. De lokale voetbalclub Banbury United FC speelt in Spencer Stadium.

## Geboren in Banbury
- Alan Lloyd Hodgkin (1914-1998), fysioloog, biofysicus en Nobelprijswinnaar (1963)
- Rodney Gould (1943-2024), motorcoureur
- Gary Glitter (1944), popzanger
- Richie Hawtin (1970), producer en dj